# خیابان رونسسوالس
خیابان رونسسوالس (انگلیسی: Roncesvalles Avenue) یک خیابان شریانی کوچک شمال به جنوب در تورنتو، انتاریو، کانادا است. از تقاطع غربی خیابان کوئین (تورنتو)، غرب خیابان کینگ (تورنتو) و کوئینز وی از شمال به خیابان داندس غربی شروع می‌شود.